# Elaine Marley
Elaine Marley è un personaggio delle avventure grafiche umoristiche della serie Monkey Island, prodotta dalla LucasArts dal 1990. È ricorrente in tutti i capitoli della serie.
Elaine è il governatore (identificata così sin dalla prima uscita della saga, The Secret of Monkey Island) di Mêlée Island, Booty Island e Plunder Island nipote del precedente governatore Horatio Torquemada Marley. È una donna molto intraprendente e forte e ha una passione particolare per le persone imbranate e ingenue; infatti appena conosce Guybrush Threepwood se ne innamora. Per sua sfortuna è la preda amorosa del temibile pirata LeChuck, anche se lei non lo degna neanche di uno sguardo, e ogni volta che viene rapita, il ruolo dell'eroe tocca proprio a Guybrush, che ogni volta per salvarla è costretto ad affrontare mille peripezie fra i mari del sud.
Il suo nome venne ispirato dal personaggio Elaine del film Il laureato.

## Storia

### Il segreto di Monkey Island
Il primo episodio della saga è quello in cui nasce l'amore fra Elaine e Guybrush. Lei, bellissima governatrice di Mêlée Island, si innamora del pirata novizio, al primo sguardo, e lui ricambia, pur non riuscendo ad esprimersi per l'emozione. Successivamente, dopo il suo rapimento a opera di LeChuck, Guybrush, si sente in dovere di salvarla e parte in suo soccorso diretto a Monkey Island. Successivamente, dopo la vittoria di Guybrush su LeChuck sull'isola di Mêlée, i due amanti si fidanzano.

### La vendetta di LeChuck
Successivamente, Elaine, lascia Guybrush, perché delusa da lui. A Guybrush inizialmente non interessa molto poiché era completamente distratto dal ritrovamento del tesoro di Big Whoop. I loro destini si incrociano però su Booty Island. Qui Elaine ricopriva la carica di Governatore. Lui era approdato su quell'isola in cerca del pezzo di mappa appartenuto al nonno di Elaine, Horatio Torquemada Marley. Infatti riesce a rubare il pezzo di mappa esposto alla villa durante una festa, ma viene scoperto. Successivamente Elaine si lascia quasi convincere da Guybrush che l'ama ancora. Tuttavia capisce che il suo riavvicinamento è finalizzato solo ad ottenere il pezzo di mappa e lo lascia volare dalla finestra. Infine, lei soccorre Guybrush su Dinky Island, dopo aver sentito la forte esplosione, e lui le racconta le sue recenti avventure.

### La maledizione di Monkey Island
Dopo aver perso le tracce di Guybrush, Elaine accetta di spostarsi come governatrice su Plunder Island. Qui LeChuck cerca di conquistare il suo amore tramite una palla di cannone voodoo, ma viene fermato da Guybrush, appena scappato dalla fiera dei dannati di Monkey Island, con una cannonata che distrugge la nave. Successivamente Guybrush le regala un anello trovato nella stiva della nave di LeChuck. Questo anello possiede una maledizione che trasforma Elaine in una statua d'oro. La statua è rubata da una nave di pirati scimmia comandata dal gorilla LeChimp, e recuperata da Guybrush. Come suggerito da Voodoo Lady, la statua viene portata su Blood Island, dove con un nuovo anello, Elaine ritorna normale. Tuttavia i due sono rapiti dalla ciurma di LeChuck e sono portati alla fiera dei dannati su Monkey Island. Qui Elaine riesce a manipolare la giostra mortale di LeChuck, in modo che non si arrivi mai nella lava maledetta, e quindi Guybrush ha ancora la meglio su LeChuck. I due si sposano e intraprendono un lungo viaggio di nozze nei Carabi.

### Fuga da Monkey Island
Elaine e Guybrush, tornando su Mêlée Island, dopo il viaggio di nozze, sono attaccati da dei pirati, ma riescono ad avere la meglio. Sull'isola scoprono che Elaine è stata creduta morta, e che sono state indette delle nuove elezioni. Oltre a lei si candida governatore Charles L. Charles, che poi si scopre essere LeChuck, salvato da Monkey Island da Ozzie Mandrill. Elaine incarica Guybrush di andare su Lucre Island per recuperare i doni di nozze di suo nonno, mentre lei sostiene la sua campagna elettorale sull'isola di Mêlée. Tuttavia in seguito, dopo aver scoperto la vera identità del suo rivale, perde le elezioni. La situazione sarà risolta da Guybrush e dal ritrovato Nonno Marley. Successivamente il nonno Horatio Torqueemada, tornerà ad essere governatore di Mêlée Island, permettendo alla nipote di godersi la vita col suo marito Guybrush Treepwood.

### Tales of Monkey Island
Elaine e Guybrush, dopo un apparente arco temporale di dieci anni rispetto alle loro prime avventure, continuano a solcare i mari nel tentativo di fermare le ambizioni di dominio di LeChuck. Nel corso di un rituale voodoo destinato a fermare LeChuck una volta per tutte, Guybrush erroneamente separa LeChuck dal suo potere voodoo, liberato sotto forma di una malattia, la Pox of LeChuck, e provocando un'esplosione che separa la coppia.
Elaine rimane da sola con LeChuck, ora umano ed all'apparenza gentile e sensibile, e decide di aiutare il suo passato nemico a rimediare alla malvagità della sua vita passata, credendo nella sua redenzione. Per questa ragione, pur avendo reincontrato Guybrush alle isole Jerkbait, Elaine, ora infettata dalla Pox of LeChuck che le provoca incontrollabili sbalzi di umore, gli chiede del tempo per seguire LeChuck.
Elaine ritorna alle isole di Flotsam, come testimone di un processo organizzato dai pirati dei Caraibi ai danni di Guybrush per aver diffuso la maledizione. Influenzata dalla maledizione, testimonia a suo sfavore descrivendo la sua passata incompetenza, e successivamente aggredisce Morgan LeFlay, alleata di Guybrush (ed infatuata di lui) in un accesso di gelosia indotta dalla Pox. Finalmente curata da Guybrush, riavutasi si riunisce con gioia al suo amato: in quel momento LeChuck, rivelandosi ancora malvagio, trapassa crudelmente Guybrush con la sua spada, proprio sotto gli occhi di Elaine. Con le sue ultime parole Guybrush prega Elaine di sconfiggere LeChuck in suo nome. Dopo di che Guybrush diventerà un fantasma e riuscirà a tornare in vita utilizzando l'anello regalato ad Elaine che rappresenta il loro amore che è più forte di qualsiasi cosa.

## Doppiatrici
Originariamente la voce di Elaine, come quella di Guybrush, era presente solamente nel terzo e nel quarto gioco.
Grazie alle Versioni Speciali, anche nei primi due Elaine è provvista di voce, così come nell'ultimo capitolo della saga, Tales of Monkey Island.
Nella versione originale del terzo episodio le presta la voce Alexandra Boyd, sostituita nel quarto da Charity James perché aveva la voce dalle inflessioni troppo "inglesi". Nelle versioni italiane, Elaine è doppiata dall'attrice (e oggi scrittrice) Grazia Verasani.

## Parentele
Elaine è la nipote del precedente governatore delle isole Horatio Torquemada Marley da tempo partito alla ricerca del leggendario tesoro Big Whoop e di cui si sono perse le tracce. Nel quarto capitolo della saga Fuga da Monkey Island il nonno si scopre essere Herman Toothrot, l'eremita che vive su Monkey Island.